# 新潟県道190号阿仏坊竹田線
新潟県道190号阿仏坊竹田線（にいがたけんどう190ごう あぶつぼうたけだせん）は、新潟県佐渡市内を通る一般県道である。

## 概要

### 路線データ
- 起点：新潟県佐渡市竹田（新潟県道189号阿仏坊新町線交点）
- 終点：新潟県佐渡市竹田（新潟県道65号両津真野赤泊線交点）

## 地理

### 通過する自治体
- 新潟県佐渡市

### 接続する道路
- 新潟県道189号阿仏坊新町線（起点：佐渡市竹田）
- 新潟県道65号両津真野赤泊線（終点：佐渡市竹田）

### 周辺
- 阿仏房妙宣寺
- 大膳神社

## その他
- 路線名の「阿仏坊」は、起点付近にある「阿仏房妙宣寺」、及び同寺が所在する場所の地名（新潟県佐渡市阿佛坊）に由来する。